# Free Hoops
Free Hoops ist ein Jazzalbum von Sylvie Courvoisier. Die am 20. Dezember 2019 im Oktaven Audio Studio, Mount Vernon (New York), entstandenen Aufnahmen erschienen am 18. September 2020 auf Intakt Records.

## Hintergrund
Free Hoops ist das dritte Album des Trios von Sylvie Courvoisier mit Drew Gress, Kontrabass, und Kenny Wollesen, Schlagzeug. Dort werden nur neue Kompositionen von ihr interpretiert. Jede ihrer neun Kompositionen enthält eine bestimmte Idee, die jeweils an einen bestimmten Widmungsträger gebunden ist, wie etwa Claude Thornhill und John Zorn. Die Titelkomposition wurde zum Beispiel für den langjährigen Partner der Pianistin – in Leben und Musik – den Geiger Mark Feldman geschrieben.

## Titelliste

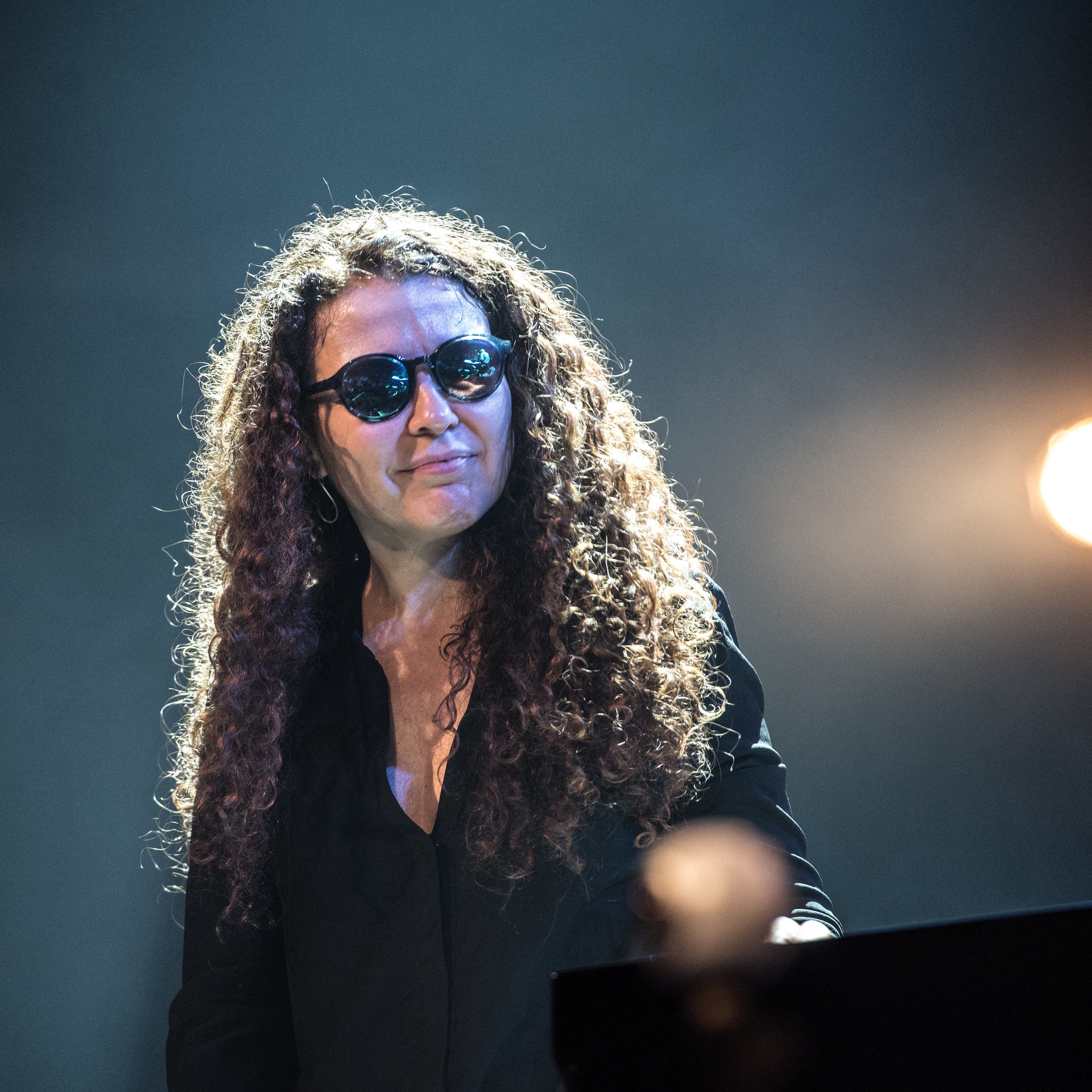
Sylvie Courvoisier beim Moers festival 2017

- Sylvie Courvoisier Trio: Free Hoops (Intakt Records Intakt CD 351)[2]

1. Free Hoops for Mark Feldman 4:11
2. Lulu Dance for my cats 6:43
3. Just Twisted for John Zorn 4:10
4. Requiem d’un songe Tribute to Claude Thornhill 7:34
5. As We Are for my Mom 5:08
6. Birdies of Paradise for Drew Gress 5:07
7. Galore for Kenny Wollesen 7 : 27
8. Nicotine Sarcoline for my brother Stéphane 4:21
9. Highway 1 for Christine Matthey 9:03

Alle Kompositionen stammen von Sylvie Courvoisier.

## Rezeption
Nach Ansicht von Troy Dostert, der das Album in All About Jazz rezensierte, habe sich die Pianistin Sylvie Courvoisier mit ihrer eigenwilligen Mischung aus Mysterium und Heiterkeit und einer nahtlosen Verbindung von Jazz und klassischem Musikvokabular eine beneidenswerte Nische geschaffen. Sie besitze nicht nur eine einwandfreie Technik, sondern ihre Stimme als Komponistin sei ebenso beeindruckend. Jedes der neun Stücke sei ein Juwel, aber die vielleicht beste Verkapselung der unverwechselbaren Magie des Trios sei Lulu Dance. Es sei nur eine weitere ideale Gelegenheit für drei Meister, ihr Handwerk in enger Kommunikation und echtem Verhältnis zu zeigen. Diese Gruppe sei ein Klaviertrio der Superlative; Courvoisier stehe an der Spitze ihres Spiels.
Nach Ansicht von Peter Margasak, der das Album im Down Beat mit vier Sternen auszeichnete, bringe die Pianistin Sylvie Courvoisier ihre kompositorische Strenge und ihren improvisatorischen Elan mit erstaunlichen Ergebnissen in Einklang. Fast alle Stücke hier packen geschickt formverändernden Details ein, sei es das stotternde Lulu Dance oder Just Twisted (komponiert für John Zorn, der sie in erster Linie zu einem Trio drängte) mit zahlreichen, oft atemlosen Episoden, einschließlich eines Abschnittes, der ein bisschen wie das Detektivthema von Henry Mancini klinge. Birdies of Paradise, geschrieben für den Amateurornithologen Drew Gress, basiert auf imaginärem Vogelgezwitscher. Trotz der Referenzen habe Free Hoops nichts Pastiche-artiges, was die Gruppe als eines der aufregendsten Klaviertrios positioniere, die heute am Werk sind.